# Nonagria pallida
Nonagria pallida là một loài bướm đêm trong họ Noctuidae.